# Massimo De Carolis
Massimo De Carolis (Milano, 15 agosto 1940) è un politico italiano.

## Biografia
Laureato in giurisprudenza. Avvocato.
Dirigente prima del Movimento giovanile DC e poi della Democrazia Cristiana.
Nel 1971 fu uno dei fondatori e leader della cosiddetta Maggioranza silenziosa.
Capogruppo DC al comune di Milano, fu sequestrato dalle Brigate Rosse nel suo studio legale milanese, sottoposto a processo popolare e quindi gambizzato, il 15 maggio 1975.
Esponente della destra DC, nel 1976 fu eletto deputato alla Camera con 150.000 preferenze, per la DC, nella circoscrizione di Milano e riconfermato nel 1979. Restò deputato fino al 1983. Poi ha editato un periodico, "Il Settimanale".
Nel 1981, allo scoppio dello scandalo P2, il suo nome sarà ritrovato nella lista degli appartenenti alla P2  di Licio Gelli.
Nella metà degli anni '90 aderì a Forza Italia e divenne presidente del consiglio comunale di Milano.